# 노이쾰른구
노이쾰른(Neukölln)은 독일 베를린의 여덟번째 자치구이다. 1920년 베를린 대확장 시기에 별도의 도시였던 노이쾰른과 주변 지방자치체를 묶어서 현재의 자치구가 형성되었다. 1945년부터 1990년까지는 서베를린 미국령의 일부였다. 노이쾰른에 있는 에스트렐 호텔(Estrel)은 독일 최대 규모의 호텔이다. 2010년대 이후에는 특히 노이쾰른 북부의 클럽 및 힙스터 문화로 알려져 있다.

## 지리
노이쾰른은 베를린 남서부에 있으며 서쪽으로는 템펠호프쇠네베르크구, 동쪽으로는 프리드리히스하인크로이츠베르크구 및 트렙토쾨페니크구와 경계를 맞대고 있다. 노이쾰른 남쪽은 브란덴부르크주이다.

### 도시 구조
노이쾰른구의 북부는 도심에 가까운 고밀도 지역, 남부는 교외에 가까운 저밀도 지역이다. 노이쾰른동(Ortsteil Neukölln, Nord-Neukölln 또는 이전 우편번호였던 1000 Berlin 44에서 따 온 Neukölln 44)은 베를린 순환선과 헤르만 광장(Hermannplatz) 사이의 구역으로 그륀더차이트 시기의 공동 주택 건축물이 대다수를 차지한다. 베를린 순환선 남쪽은 단독 주택이 대부분을 타지하며, 공동 주택 집단 주거지구(Großsiedlung)도 찾아볼 수 있다. 과거 릭스도르프(Rixdorf)의 중심지 및 보헤미아 마을(Böhmischen Dorf), 브리츠(Britz) 성 및 영지, 부코(Buckow) 및 베를린에서 가장 오래 된 석재 교회가 자치구 내에 위치해 있다.

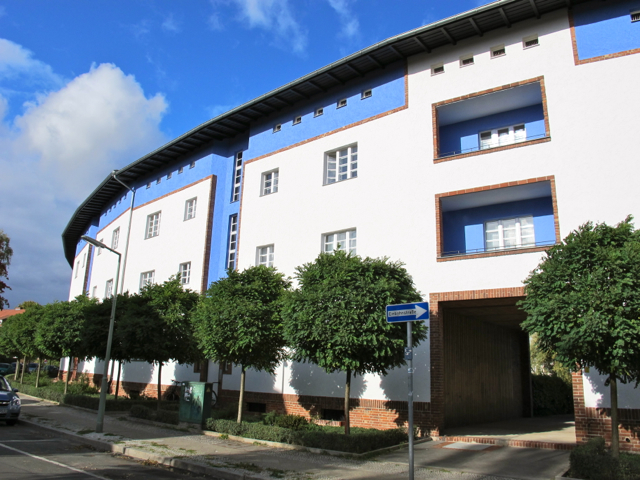
후프아이젠 거주지(Hufeisensiedlung)의 주택

노이쾰른구의 사회적 주택 개발 사업은 1920년대-1930년대 브리츠에서 시작되었다. 프리츠로이터슈타트 주거지구(Großsiedlung Fritz-Reuter-Stadt)는 브루노 타우트(Bruno Taut), 마르틴 바그너(Martin Wagner), 파울 엥겔만(Paul Engelmann), 에밀 팡마이어(Emil Fangmeyer)가 설계하였고 총 1000여세대 규모이다. 주거지구의 외곽은 다세대 주택, 기타 지역은 녹지가 포함된 단독 주택 위주로 건설하였다. 주거지구의 일부는 2008년 세계유산으로 지정되었다. 분단 시대의 독일에서는 메르키셰스 피어텔에 이어서 서베를린에서 두 번째로 컸던 주거지구인 그로피우스슈타트(Gropiusstadt)를 개발하였다. 계획 당시 명칭은 베를린 부코루도 주거지구(Großsiedlung Berlin-Buckow-Rudow)였으나 1972년 발터 그로피우스의 이름을 딴 그로피우스슈타트로 개명되었다. 1976년에 완공되었으며 2002년에 동으로 분할되었다. 1970년대와 1980년대에는 고밀도 개발(Urbanität durch Dichte) 및 자동차 편의 도시라는 설계 사상을 벗어나서, 보행자와 차량의 동선을 분리하고 고가로 녹지도로를 개발한 주거 단지인 하이데크 주거지구(High-Deck-Siedlung)를 개발했으나 해당 건축 양식은 더 이상 사용되지 않았다.

### 동
| 동 | 면적 (km2) | 인구 2019년 12월 31일 | 인구 밀도 (명/km2) | 동 |
| --- | ---------- | --------------------- | ------------------ | -- |

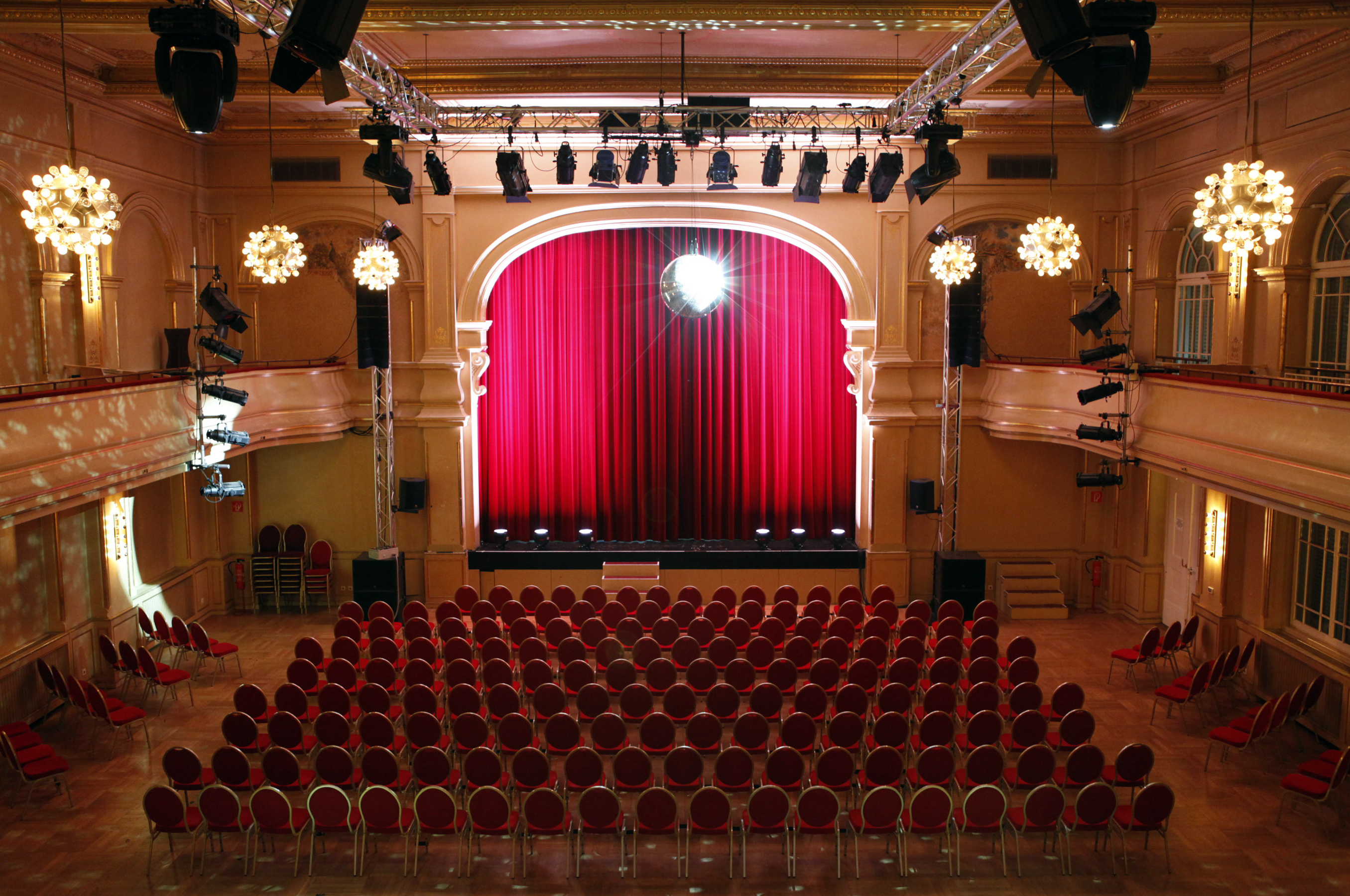
하이마트하펜 노이쾰른(Heimathafen Neukölln)의 콘서트홀

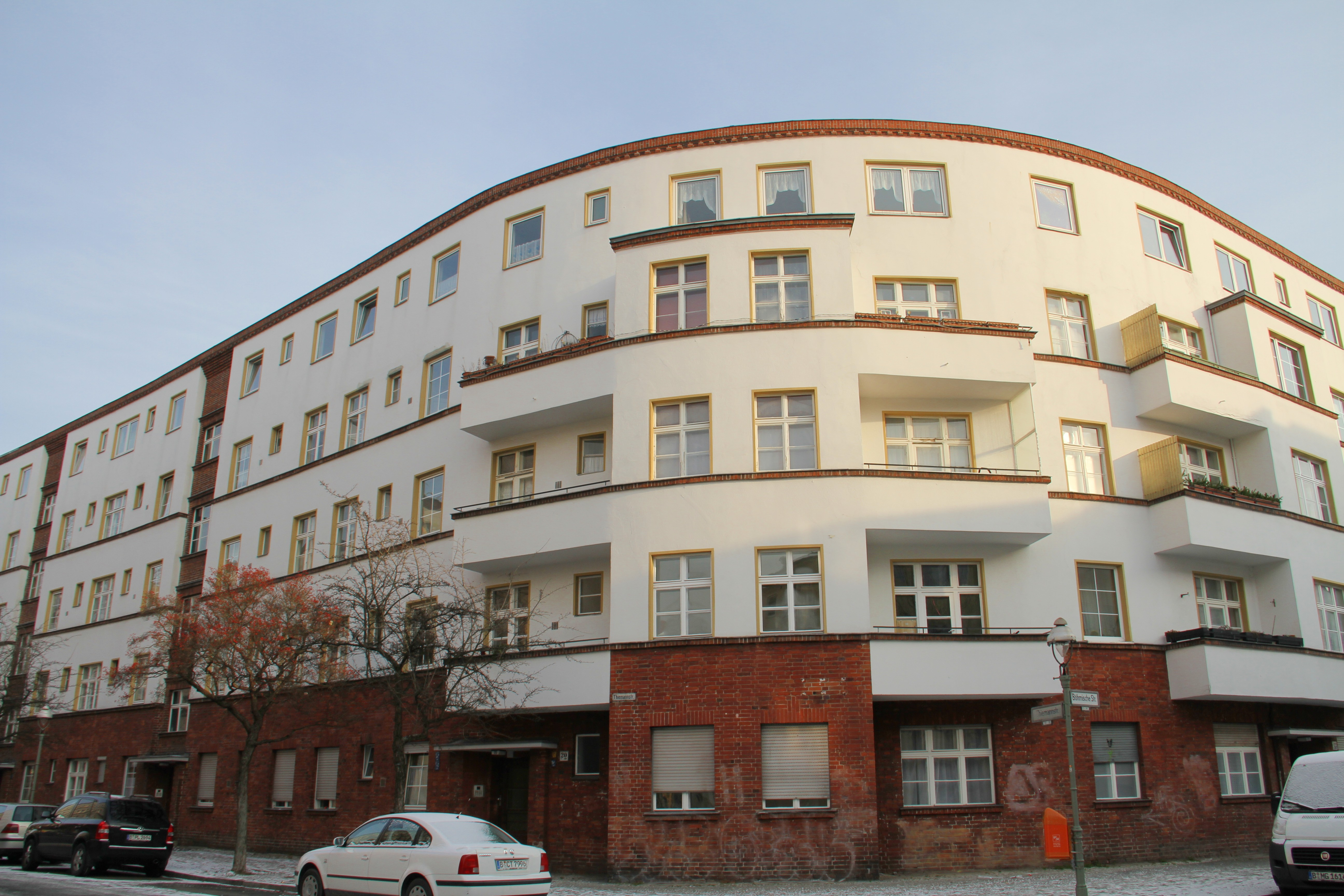
뵈미셰 슈트라세의 주거 지역

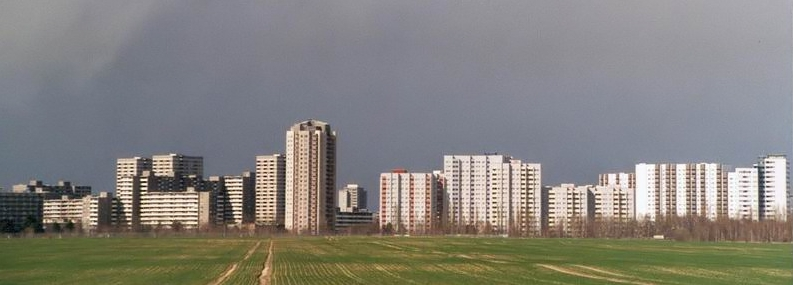
그로피우스슈타트 동

| 0801 노이쾰른(Neukölln) - 로이터키츠(Reuterkiez, "Kreuzkölln") - 릭스도르프(Rixdorf) - 뵈미슈릭스도르프(Böhmisch-Rixdorf) | 11.71      | 166,157               | 14,189             |    |
| 0802 브리츠(Britz) | 12.40      | 42,796                | 3,451              |    |
| 0803 부코(Buckow) | 6.35       | 40,703                | 6,410              |    |
| 0804 루도(Rudow) | 11.81      | 42,631                | 3,610              |    |
| 0805 그로피우스슈타트(Gropiusstadt)                                                                                       | 2.67       | 37,630                | 14,094             |    |

## 역사

### 베를린 편입 이전(1300년–1920년)
노이쾰른이라는 이름이 최초로 역사에 나타나는 시기는 1360년 Richardsdorp, 이후 Ricksdorf(Rieksdorf)를 거쳐서 Rixdorf라는 이름으로 기록되었다. 오늘날의 리하르트 광장(Richardplatz)에 그 중심지가 있었다. 당시의 마을은 근처 템펠호프에 있었던 성전기사단에서 넘겨받은 성 요한 기사단(Johanniterorden)의 영지였다. 오늘날 구의 문장에 들어가 있는 몰타 십자는 성 요한 기사단의 문장에서 유래한다.

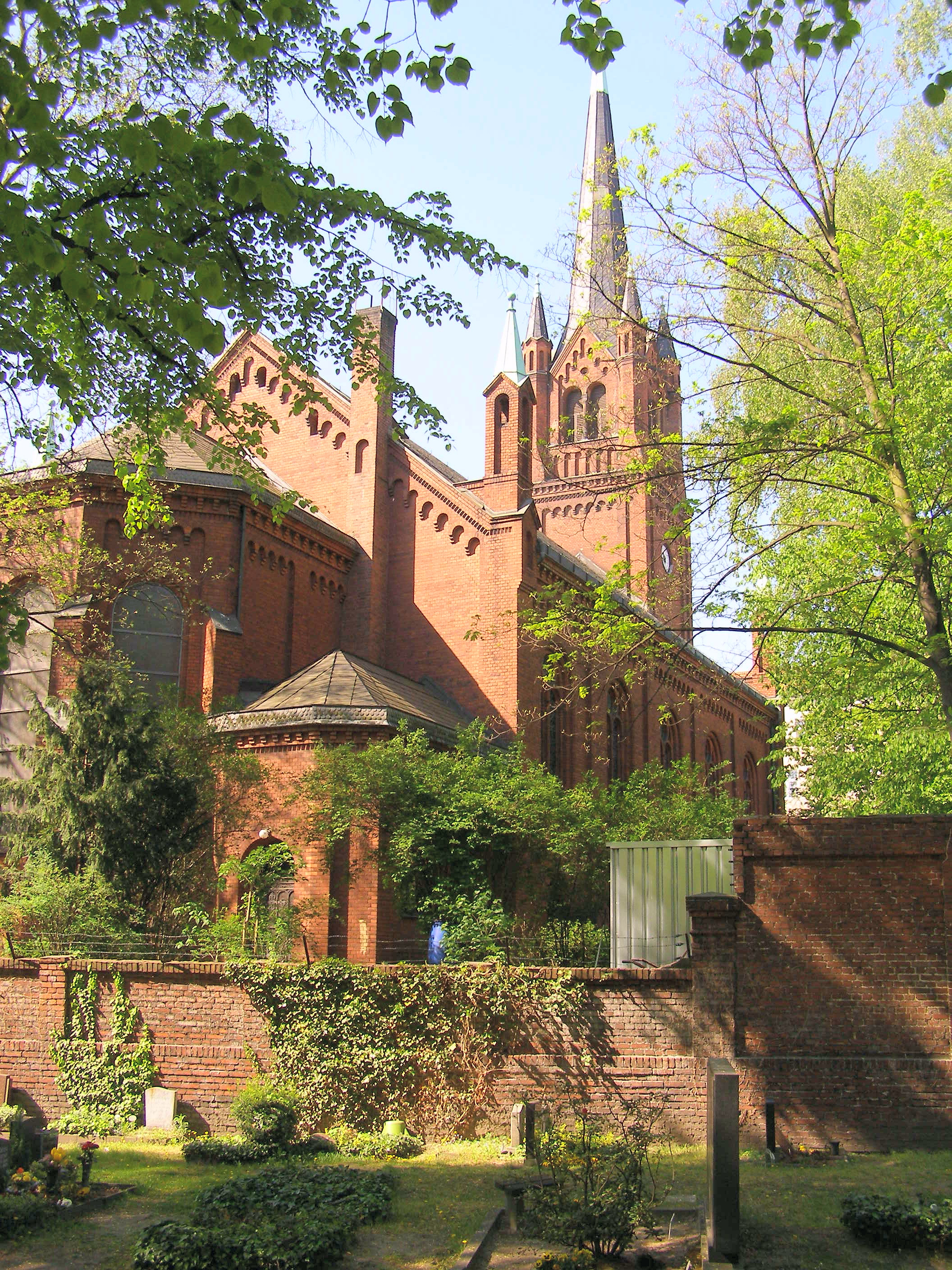
1879년 릭스도르프에 설립된 막달레네 교회(Magdalenenkirche)

1737년 프리드리히 빌헬름 1세는 릭스도르프에 보헤미아 개신교도 망명객의 거주지를 설립하였다. 이들은 모라비아 형제회의 일원이었으며 당시 취락과는 분리된 곳에서 거주하였다. 오늘날의 리하르트슈트라세(Richardstraße) 거리 일대 지역이며, 1797년에 뵈미슈릭스도르프(Böhmisch-Rixdorf)가 되었다.
릭스도르프와 뵈미슈릭스도르프가 1874년에 합쳐졌고 당시 인구는 약 8000명이었다. 1899년에는 프로이센 왕국의 최대 취락인 텔토군(Kreis Teltow)에서 분리되어 자체적인 도시가 되었으며, 인구 역시 분리 당시의 80,000명에서 1910년에는 237,000명으로 증가했다. 1912년 릭스도르프라는 이름이 가지는 부정적인 이미지에서 탈피하기 위해서 릭스도르프에서 노이쾰른으로 개명되었다.
브리츠(Britz)는 1305년에 역사에 등장했다. 19세기 말에 릭스도르프 지역의 도시화가 브리츠까지 넘어오면서 1920년 당시 인구는 13,000여명으로 증가했다.
브리츠 남쪽에 있는 부코(Buckow)는 1230년 역사에 등장했고, 1913년에 브리츠, 노이쾰른을 거쳐서 베를린으로 연결되는 노면 전차가 개통되었다.
루도(Rudow)는 1373년 역사에 등장했고 1920년까지는 교외의 마을이었다.

### 베를린 편입 이후(1920년 이후)
1920년 10월 1일 베를린 대확장 시기에 편입되었다. 브리츠, 부코, 루도와 함께 노이쾰른은 베를린의 14번째 구를 이루었다. 20세기 말에는 릭스도르프라는 이름이 개명되었던 이유는 기억에서 사라졌고, 일부는 노이쾰른동의 이름을 릭스도르프로 개명하려는 시도도 있었다.
1945년부터 1990년까지는 서베를린의 미국령에 속했다. 1987년에는 사회 통합에 대하여 유럽 상을 수상하였다. 2008년 9월 23일에는 독일 연방내각에서 다양성의 도시(Ort der Vielfalt)로 지정되었다.

## 인구
2019년 12월 31일 기준 인구는 329,917명이며, 면적은 44.9제곱킬로미터이다. 인구 밀도는 제곱킬로미터당 7,343명이다. 2016년 12월 31일 기준 외국인 비율은 24.4%, 외국계 독일인의 비율은 43.9%였다(미테구는 50.8%).
2019년 11월 기준 실업률은 11.6%로 베를린의 구 중 최고를 기록했다(평균: 7.6%). 2016년 12월 31일 기준 평균 연령은 41.3세이다.
| 연도 | 인구    |
| ---- | ------- |
| 1920 | 279,732 |
| 1925 | 290,327 |
| 1933 | 315,632 |
| 1939 | 303,170 |
| 1946 | 274,560 |
| 1950 | 286,581 |
| 1961 | 277,412 |
| 1970 | 281,470 |
| 1987 | 290,259 |

| 연도 | 인구    |
| ---- | ------- |
| 2001 | 303,881 |
| 2002 | 303,932 |
| 2003 | 303,199 |
| 2004 | 302,171 |
| 2005 | 302,129 |
| 2006 | 301,733 |
| 2007 | 302,797 |
| 2008 | 305,517 |
| 2009 | 307,650 |

| 연도 | 인구    |
| ---- | ------- |
| 2010 | 307,204 |
| 2011 | 313,245 |
| 2012 | 318,356 |
| 2013 | 322,153 |
| 2014 | 325,716 |
| 2015 | 328,062 |
| 2016 | 327,522 |
| 2017 | 329,387 |
| 2018 | 330,786 |
| 2019 | 329,917 |

2001년 이후 인구 구성은 베를린 브란덴부르크 통계청의 인구 자료를 사용한다.

1920년부터 2017년까지의 인구 변화

| 분류                    | 2001년  | 2011년  | 2017년  |
| ----------------------- | ------- | ------- | ------- |
| 전체 거주자             | 303,881 | 313,245 | 328,659 |
| 평균 연령               | 40.5    | 41.2    | 41.3    |
| 독일 국적자(전체)       | 235,863 | 245,136 | 247,277 |
| 독일계 독일인           |         | 187,376 | 183,021 |
| 외국계 독일인           |         | 057,760 | 064,256 |
| 외국 국적자             | 065,451 | 068,109 | 081,382 |
| 외국인 및 외국계 독일인 |         | 125,869 | 145,638 |
| 독일 국적자 전체        |         | 245,136 | 247,277 |
| 독일계 독일인 비율      |         | 059.8 % | 055.7 % |
| 외국계 독일인 비율      |         | 018.4 % | 019.6 % |
| 외국 국적자 비율        |         | 021.7 % | 024.8 % |
| 외국계 독일인 전체      |         | 057,760 | 064,256 |
| -* EU 출신              |         | 011,179 | 012,063 |
| -* 구유고 출신          |         | 003,571 | 004,005 |
| -* 구소련 출신          |         | 003,271 | 003,350 |
| -* 중동 지역 출신       |         | 025,273 | 028,838 |
| -* 베트남 출신          |         | 000 557 | 000 514 |
| - 미국 출신             |         | 000 358 | 000 584 |
| 외국 국적자 전체        |         | 068,109 | 081,382 |
| -- EU 출신              |         | 020,317 | 029,804 |
| -- 구유고 출신          |         | 009,316 | 008,671 |
| -- 구소련 출신          |         | 002,062 | 002,317 |
| -- 중동 지역 출신       |         | 031,308 | 033,944 |
| -- 베트남 출신          |         | 000 369 | 000 377 |
| -- 미국 출신            |         | 000 933 | 001.610 |

### 사회
1999년 베를린 시의회에서는 노이쾰른구의 일부를 개발 촉진 지구(Gebiet mit besonderem Entwicklungsbedarf)로 지정했다. 베를린 전체에서 17개 지역이 지정되었으며 그 중 9개는 노이쾰른구에 있다. 2016년 지역 개발에 약 611만 유로의 예산을 사용했다.
2010년 키르스텐 하이시히(Kirsten Heisig) 판사의 책 Das Ende der Geduld: Konsequent gegen jugendliche Gewalttäter에서 노이쾰른구의 사회적 문제를 다루고 있다. 시 의회의 사회 통합 위원에 따르면 단순히 이민자 문제가 아니라 높은 실업률, 낮은 교육률, 높은 학교 중퇴율을 사회적 문제의 원인으로 지적하고 있다. 2004년부터 사회 통합 프로그램인 Stadtteilmütter in Neukölln이 진행되고 있다.
2000년대 후반부터 노이쾰른구 북부 지역의 젠트리피케이션이 시작되었다. 근처 크로이츠베르크와 이어져서 크로이츠쾰른(Kreuzkölln)이라고도 불리며, 2012년부터 거주 환경에 이끌려서 다양한 예술 공방과 식당이 차려졌다. 그 결과 다양한 사회적 계층이 섞여서 살게 되었다. 지역 내 주요 일시 거주자 집단은 예술가, 학생, 사회 초년생, 힙스터 등이다.

### 보건

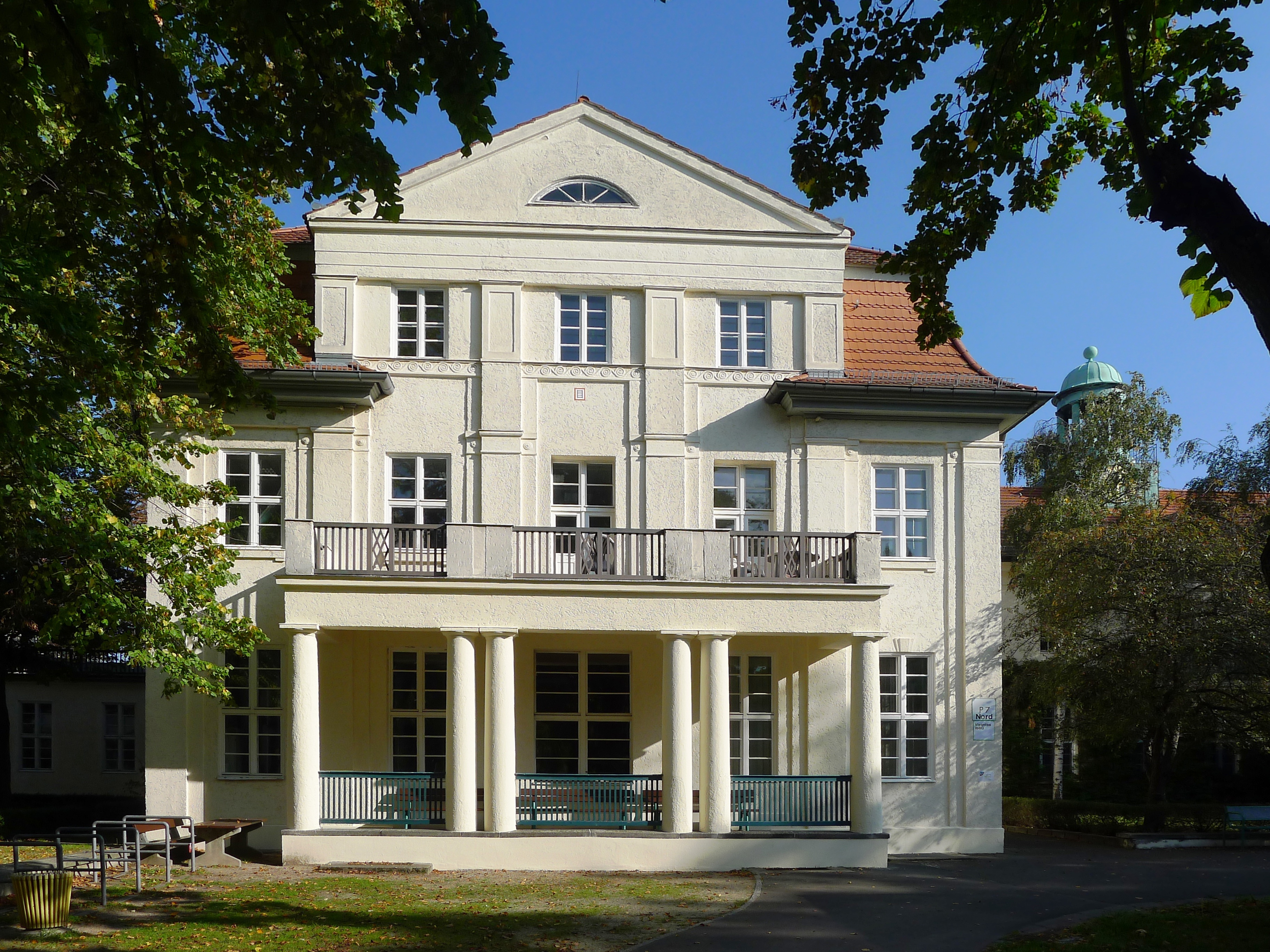
Vivantes Klinikum Neukölln

2010년 구 내 초등학교 입학생을 대상으로 한 신체 검사에 의하면 6명 중 1명은 비만, 5명 중 1명은 충치를 가지고 있거나 흡연자 집안에서 성장했다. 이들의 약 3분의 2는 성장 과정에서 문제를 드러냈다. 초등학교 입학생 중 4분의 1은 건강 검진을 제대로 받지 못했다. 같은 해 베를린의 전체 구 중 언어 발달 능력과 독일어 독해력이 가장 낮은 것으로 평가되었다. 구 내 보건 환경을 개선하기 위하여 아동 복지, 교육, 보건에 투자를 확대하였다. 2016년 보건 통계에서는 아동 발달 환경이 개선되었다.
2014년부터 2016년까지는 베를린의 전체 구 중 가장 높은 영아 사망률을 기록했다. 신생아 1000명 중 첫 돌을 지나지 못하고 사망한 신생아 수 평균은 5.3명이었고, 같은 해 베를린 전체 평균은 3.1명이었다 노이쾰른구의 보건 위원은 저소득, 낮은 교육 수준, 임신 중 건강하지 못한 생활 습관을 원인으로 지적했다. 비반테스 병원 노이쾰른(Vivantes Klinikum Neukölln)의 소아과 원장은 사회적 및 문화적 이유를 원인으로 들었다. 이에 따라서 건강 검진 및 진단을 제대로 받지 못했고 임신 중 문제 진단을 너무 늦게 받는 경우가 생겼다.

## 교통

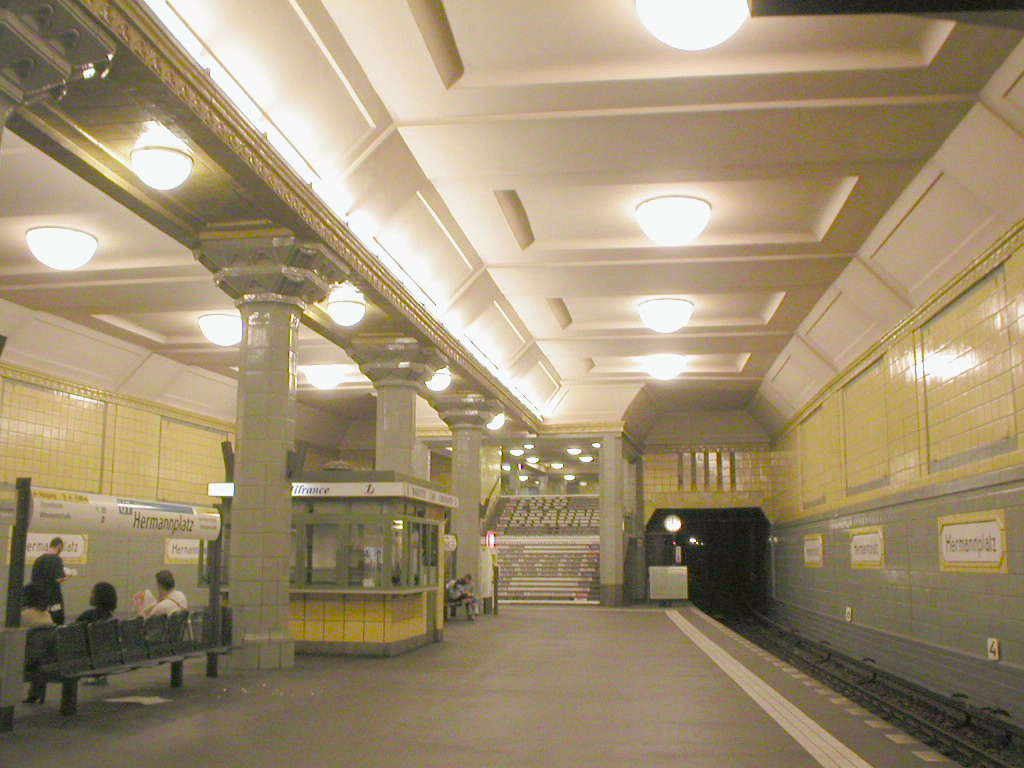
헤르만플라츠역

### 도로
아우토반 100호선과 113호선이 노이쾰른구를 지난다. 100호선은 트렙토쾨페니크구 방면으로 연장 공사가 진행 중이다. 제16공구는 베를린 순환선을 따라서 노이쾰른구 내부 노선 연장을 건설하며, 노이쾰른 IC에서 암 트렙토워 파르크(Am Treptower Park) IC까지의 구간을 포함한다. 베를린의 자전거 전용 고속도로 1호선의 건설 계획지에 포함되어 있다.

### 철도
노이쾰른구를 통과하는 철도 노선은 베를린 S반 S41, S42, S45, S46, S47 및 U반 U7 및 U8 노선이 있다.

### 수로
- 란트베어운하(Landwehrkanal)
- 노이쾰른 선박운하(Neuköllner Schifffahrtskanal)
- 텔토운하(Teltowkanal)

### 항공
노이쾰른구 남쪽에 있는 브란덴부르크주 쇠네펠트에 베를린 브란덴부르크 공항이 있다. 구의 루도동에서 약 2 km 정도 떨어져 있다.

### 자매결연 도시
노이쾰른구의 자매결연 도시는 다음과 같다.
- 벨기에 안데를레흐트, 1955년 6월 17일
- 프랑스 불로뉴비양쿠르, 1955년 6월 17일
- 네덜란드 잔스타트, 1955년 6월 17일
- 영국 런던 해머스미스 풀럼구, 1955년 6월 17일
- 독일 베츨라어, 1959년 9월 25일
- 독일 쾰른, 1967년 11월 15일
- 독일 레온베르크, 1970년 10월 17일
- 이스라엘 바트얌, 1978년 9월 21일
- 이탈리아 마리노, 1980년 10월 4일
- 체코 우스티나트오를리치(Ústí nad Orlicí), 1989년 11월 6일/24일
- 러시아 푸시킨, 1991년 6월 3일
- 체코 프라하 5구, 2005년 9월 8일
- 튀르키예 이즈미르 치을리구(Çiğli), 2005년 10월 29일
- 독일 연방군 제310의무대(Leitsanitätszentrum 310), 베를린 의무대(Standortsanitätszentrum Berlin), 2001년 7월 6일

## 참고 문헌
- Felix Escher: Neukölln. (Geschichte der Berliner Verwaltungsbezirke, hrsg. von Wolfgang Ribbe, Band 3), Colloquium Verlag, Berlin 1988, ISBN 3-7678-0713-0.
- Verena S. Diehl, Jörg Sundermeier, Werner Labisch (Hrsg.): Neuköllnbuch. Verbrecher-Verlag, Berlin 2003, ISBN 3-935843-28-3.
- Christiane Borgelt, Regina Jost: Architekturführer Berlin-Neukölln. Stadtwandel Verlag, Berlin 2003, ISBN 3-933743-91-5.
- Bezirksamt Neukölln von Berlin, Abt. Bauwesen (Hrsg.): 100 Jahre Bauen für Neukölln – Eine kommunale Baugeschichte. Berlin 2005, ISBN 3-00-015848-0.
- Falk-Rüdiger Wünsch: Neukölln – Alte Bilder erzählen. Sutton Verlag, Erfurt 1998, ISBN 3-89702-096-3.
- Neukölln – Ein Bezirk von Berlin. Rudower Panorama-Verlag, Berlin 2005.
- Bezirksamt Neukölln von Berlin, Bezirksbürgermeister/Hochbauamt (Hrsg.), Dieter Althans u. a.:  Rathaus Rixdorf – Rathaus Neukölln. Aus Anlass des 100-jährigen Jubiläums. Berlin 2008, ISBN 978-3-00-026396-5.
- Bernd Kessinger: Neukölln. Die Geschichte eines Berliner Stadtbezirks. Vergangenheitsverlag, Berlin 2012, ISBN 978-3-86408-064-7.
- Neuköllner Kulturverein e. V. (Hrsg.), Dorothea Stanič (Red.): Sand im Getriebe. Neuköllner Geschichte(n). Edition Hentrich, Berlin 1990, ISBN 3-926175-79-6.
- Dorothea Kolland (Hrsg.): Zehn Brüder waren wir gewesen … Spuren jüdischen Lebens in Neukölln. Hentrich & Hentrich Verlag, Berlin 2012, ISBN 978-3-942271-29-5.
- Heinz Buschkowsky: Neukölln ist überall. Ullstein Verlag, Berlin 2012, ISBN 978-3-550-08011-1.
- Janina Guthke, Sylvia Vogt: Kiezreport Neukölln. Bezirk der Extreme. In: Der Tagesspiegel, 2010년 4월 15일.